# Progomphus lepidus
Progomphus lepidus är en trollsländeart som beskrevs av Friedrich Ris 1911. Progomphus lepidus ingår i släktet Progomphus och familjen flodtrollsländor. Inga underarter finns listade i Catalogue of Life.